# Arkadi Davidóvich
Arkadi Davidóvich (en ruso: Арка́дий Давидо́вич), seudónimo de Adolf Filípovich Freudberg (en ruso: Адольф Филиппович Фрейдберг); Vorónezh, República Socialista Federativa Soviética de Rusia, 12 de junio de 1930-ibíd., 25 de febrero de 2021) fue un escritor y aforista ruso, autor de más de 50 000 aforismos publicados.

## Biografía
Davidóvich nación en una familia de doctores. Su padre era venereologista y su madre pediatra, de modo que, según lo que él mismo aforista comenta, primero se hizo tratar por su madre y después por su padre. Durante el período soviético, Davidóvich fue publicado en la revista «Krokodil» bajo los seudónimos de «Julio César», «Ernest Hemingway», «Honoré de Balzac» y el «Escritor francés A. David» en la sección «Sonrisas de todos los tamaños», en donde incluía muchas colecciones de aforismos. Davidóvich financió la publicación de su colección «Las leyes de la existencia, incluyendo la no existencia» en más de veinte volúmenes. En 1976, junto con su amiga y artista Valentina Zolotykh, el autor fundó en Vorónezh un museo de aforismos.
Después de publicar la colección «El fin del mundo terminará bien» en 2010, Davidóvich comenzó a ser «reconocido como un genio desconocido». Para el verano de 2012, un grupo de personas que consideraba a Davidóvich un genio de la aforística se extendió tanto que llegó a ser su club de fanes. En octubre de 2012 este club, bajo la tutela intelectual y el apoyo material de la Fundación de Khovansky, lanzó un nuevo proyecto educativo denominado "El Aforismo como palabra en letra mayúscula", con el objetivo de promover la educación por medio del estudio de los aforismos de Davidóvich. El 21 de marzo de 2013, el proyecto fue oficialmente afiliado al Instituto de Humanidades y Economía de Moscú a través de su filial en Vorónezh.
Davidóvich fue un contribuidor regular de la revista "Sentido Común" de la Sociedad Humanista Rusa.
Falleció el 25 de febrero de 2021 a los 90 años en su ciudad natal tras sufrir un paro cardíaco.

## Оbra
El trabajo reciente de Davidóvich le ha convertido en el aforista con mayor cantidad de aforismos creados. Sus colecciones más recientes incluyen «Una antología a la sabiduría», «Una antología al pensamiento en los aforismos»,  «Sabiduría rusa: desde Vladímir II Monómaco hasta el día de hoy», «El nuevo libro de aforismos», y «El gran libro de aforismos». Por cantidad de citas, Davidóvich en gran medida sobrepasa a autores como Stanislaw Jerzy Lec, Friedrich Nietzsche, Leo Tolstoy, Arthur Schopenhauer, y muchos otros. Según el comentarista ruso Andréi Bilzho, «Davidóvich conoce algo de la vida que ni usted, estimado lector, ni yo, sabemos».
El proyecto más ambicioso del club de fanes, «Davidowitz's Decalinguade», fue lanzado oficialmente el 29 de mayo de 2015, el cual tiene por objetivo traducir la colección más reciente de Davidóvich, «Je Suis Davidowitz», en diez idiomas distintos: Inglés, español, hindi, farsi, hebreo, griego, italiano, georgiano, polaco  y húngaro. La traducción de los aforismos al español fue realizada por el traductor colombiano Sebastián Romero Beltrán. La idea de publicar la colección en diez idiomas fue inspirada por diez secuencias encendido Salterio de rey David y también por Piedra de Rosetta, el descubrimiento de la cual permitió la restauración y la interpretación del egipcio jeroglífico sistema. Al yuxtaponer los aforismos de Davidóvich en diez diversos idiomas de los diversos grupos y familias de la lengua, es posible redescubrir antiguos, pero antropológicamente universales modos de pensamiento.